# Hervé Cultru
Hervé Cultru (8 ottobre 1961) è uno storico e insegnante francese. Specializzato nella ricostruzione storica dei fumetti dell'Éditions Vaillant, editore francese

## Biografia
Hervé Cultru è un professore di storia all'Università di Valenciennes e insegna al Collegio Marly di Ribécourt, nel dipartimento dell'Oise.
Le sue prime ricerca sono state la cooperazione franco-americana nel XIX e XX secolo e la vita quotidiana degli abitanti di Amiens durante la Belle Époque. È appassionato di "cultura popolare", in particolare di tutta la stampa illustrata.
Nel 2006 ha pubblicato, con Alda Mariano, il libro Vaillant, 1942-1969, la varie storie di un periodico per ragazzi mitico. Lo si può considerare il primo studio storico sul giornale Vaillant, che successivamente si sarebbe chiamato Vaillant, le journal de Pif e che avrebbe preso infine il nome Pif Gadget nel 1969. L'opera analizza le riviste prendendo a modello il lavoro di Pascal Ory, storico francese e membro dell', su Le Téméraire, rivista illustrata del 1943. 
Pascal Ory ha scritto il libro Petit Nazi illustré: vie et survie du Téméraire (1943-1944)considerato un'opera di riferimento nella storia della stampa a fumetti francesi
Hervé Cultru collabora poi regolarmente a Période rouge una webzine diventata una rivista cartacea, dedicata alle edizioni Vaillant e in particolare al Pif Gadget del primo periodo.

## Pubblicazioni
- Amiens Belle Époque, Amiens e Martelle, Encrage, 1994.[7]
- (Préf. Richard Medioni), Paris, Vaillant Collector, 2006, 285 p.[8]